# 페트리 네트
페트리 네트(Petri net) 또는 PT 네트(PT net, place/transition net)는 분산 시스템을 설명하는 여러 수학적 모델링 언어 중 하나이다. 이는 이산 이벤트 동적 시스템의 클래스이다. 페트리 네트는 장소와 전환이라는 두 가지 유형의 요소가 있는 방향성 이분 그래프이다. 장소 요소는 흰색 원으로 표시되고 전환 요소는 직사각형으로 표시된다. 장소에는 검은색 원으로 표시된 토큰이 얼마든지 포함될 수 있다. 입력으로 연결된 모든 장소에 하나 이상의 토큰이 포함되어 있으면 전환이 활성화된다. 일부 출처에 따르면 페트리 네트는 1939년 8월 13세의 칼 아담 페트리(Carl Adam Petri)가 화학 공정을 설명할 목적으로 발명했다고 한다.
UML 활동 다이어그램, 비즈니스 프로세스 모델 및 표기법, 이벤트 기반 프로세스 체인과 같은 산업 표준과 마찬가지로 페트리 네트는 선택, 반복 및 동시 실행을 포함하는 단계적 프로세스에 대한 그래픽 표기법을 제공한다. 이러한 표준과 달리 페트리 네트는 프로세스 분석을 위해 잘 개발된 수학적 이론과 함께 실행 의미론에 대한 정확한 수학적 정의를 가지고 있다.

## 같이 보기
- 유한 상태 기계
- 기계 학습